# Céfalon

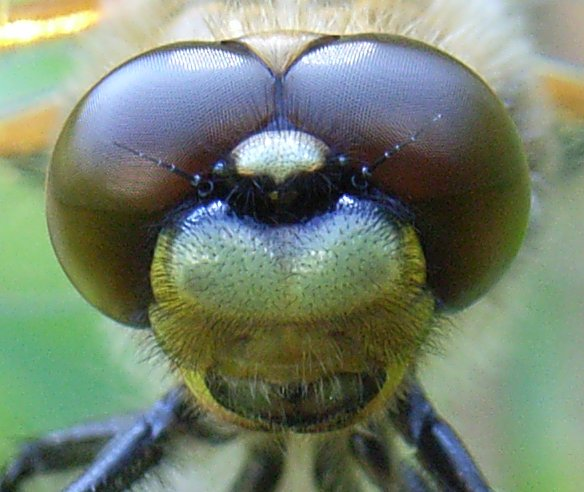
Cabeza de libélula.

El céfalon (del griego antiguo kephalé, "cabeza"), cefalón o cabeza es el tagma más anterior del cuerpo de los artrópodos. Es el resultado de la fusión de los primeros segmentos o metámeros. El término céfalon se usa preferentemente en trilobites y crustáceos, mientras que cabeza se aplica en especial a hexápodos y miriápodos. Los artrópodos son los invertebrados con un grado más alto de cefalización.

## Características
El céfalon es el resultado de la tagmatización, fenómeno por el cual algunos segmentos o metámeros contiguos se diferencian del resto y en muchas ocasiones se fusionan para formar una estructura más o menos compacta en la cual se pierde la segmentación original. El proceso de cefalización conduce a la desaparición de la metamería primitiva y a la modificación de los apéndices correspondientes a cada metámero, los cuales adquieren función táctil (antena), prénsil (quelíceros, pedipalpos) o masticadora (mandíbula, maxilas). Los escleritos de los distintos metámeros están también fusionados formando una estructura compacta denominada cápsula cefálica, que protege los elementos interiores.

## Estructura
El número de metámeros que forman la cabeza de los artrópodos queda evidenciado por la estructura del cerebro y del ganglio subesofágico, que son las masas ganglionares que se encuentran en dicho tagma. Así, puede deducirse que la cabeza está formada por la fusión completa de seis metámeros más el acron presegmentario:
- Segmento I o metámero preantenal. Lleva los órganos visuales (ojos simples, ocelos y/o ojos compuestos).
- Segmento II o metámero antenular. Lleva el primer par de antenas (anténulas) (el único en miriápodos y hexápodos).
- Segmento III. En crustáceos lleva el segundo par de antenas y por ello se denomina metámero antenal; en quelicerados lleva los quelíceros y se llama metámero queliceral; en miriápodos y hexápodos no lleva apéndices, y se llama metámero intercalar o metámero premandibular.
- Segmentos IV. En mandibulados (crustáceos, miriápodos y hexápodos) lleva las mandíbula; en quelicerados lleva los pedipalpos.
- Segmento V. En mandibulados lleva el primer par de maxilas (maxílulas); en quelicerados lleva el primer par de patas.
- Segmento VI. En mandibulados lleva el segundo par de maxilas (labio en hexápodos); en quelicerados lleva el segundo par de patas.

La fusión de los segmentos IV, V y VI origina el ganglio subesofágico de los mandibulados, que inerva las piezas bucales y por ello recibe el nombre de gnatocerebro (de gnathos, "mandíbula").

### Cerebro
El cerebro de los artrópodos está formado por la fusión de los tres pares de ganglios de los tres primeros segmentos del cuerpo, de modo que se puede distinguir tres regiones:
- Protocerebro (primer par de ganglios). Inerva los órganos visuales.
- Deutocerebro (segundo par de ganglios). Inerva las antenas. Falta en los quelicerados.
- Tritocerebro (tercer par de ganglios). Inerva los quelíceros (quelicerados) o el segundo par de antenas (crustáceos).

Los escleritos de la cabeza están también fusionados entre sí, formando una estructura compacta denominada cápsula cefálica.

## Nuevas interpretaciones
Como puede comprobarse según expuesto más arriba, los quelicerados no tienen segmento II que es el portador de las antenas, y por tanto carecen de ellas. los quelíceros son los apéndices del segmento III, que serían por tanto homólogos del segundo par de antenas de los crustáceos. Esta es la interpretación clásica que ha predominado entre los zoólogos durante el siglo XX.
No obstante, estudios comparados de genes homeobox aportan fuertes evidencias de que los quelicerados sí tienen segmento II (y deutocerebro) y son en realidad un linaje con siete segmentos cefálicos: el segmento I lleva los ojos, el II los quelíceros, el III los pedipalpos, y los segmentos IV a VII llevan las patas locomotoras; los quelíceros aparecen así como homólogos de las antenas de los mandibulados. Por tanto, el prosoma de los quelicerados sería en realidad la cabeza y no la fusión de cabeza y tórax, como se había supuesto hasta ahora; el opistosoma sería homólogo del tórax de los mandibulados y no del abdomen.
En la siguiente tabla se indica de manera comparada la segmentación de la cabeza y la localización de sus distintos apéndices en crustáceos, miriápodos, insectos y quelicerados (según la interpretación clásica y según los nuevos datos procedentes de la expresión de los genes homeobox); los apéndices de una misma línea son homólogos:
| Segmento | Crustáceos             | Miriápodos e Insectos  | Quelicerados (clásica) | Quelicerados (nueva) |
| -------- | ---------------------- | ---------------------- | ---------------------- | -------------------- |
| I        | Ojos                   | Ojos                   | Ojos                   | Ojos                 |
| II       | Primer par de antenas  | Antenas                | atrofiado              | Quelíceros           |
| III      | Segundo par de antenas | sin apéndices          | Quelíceros             | Pedipalpos           |
| IV       | Mandíbulas             | Mandíbulas             | Pedipalpos             | Primer par de patas  |
| V        | Primer par de maxilas  | Primer par de maxilas  | Primer par de patas    | Segundo par de patas |
| VI       | Segundo par de maxilas | Segundo par de maxilas | Segundo par de patas   | Tercer par de patas  |
| VII      |                        |                        |                        | Cuarto par de patas  |